# 清水農業協同組合
清水農業協同組合（しみずのうぎょうきょうどうくみあい）は、静岡県静岡市清水区に本店を置く農業協同組合。通称：JAしみず。

## 管轄地域
- 静岡市清水区

## 支店事業所
- 本店、興津支店、小島支店、両河内支店、庵原支店、袖師支店、飯田支店、高部支店、清水支店、三保支店、下清水支店、有度支店、草薙支店、由比支店、蒲原支店、ローンセンター、不動産センター、グリーンセンター、三保営農生活事業所、駒越営農生活事業所、JAメモリアル

## 事業内容
- 営農振興事業
- 販売事業
- 信用事業
- 共済事業
- 開発事業
- 不動産事業
- 経済事業
- 葬祭事業

## 管内の主な産物
- ミカン
- 葉ネギ
- イチジク
- デコポン
- キウイフルーツ
- ナシ
- ワサビ
- 茶
- 枝豆
- トマト
- ガーベラ
- バラ
- ギンナン
- イチゴ